# Tagé Cho Hudän Interpretive Centre
Das Tagé Cho Hudän Interpretive Centre ist ein in Carmacks im kanadischen Yukon ansässiges Ausstellungs- und Unterrichtsgebäude (Interpretive centre). Sein Schwerpunkt liegt auf der Geschichte der nördlichen Tutchone, einer Gruppe der First Nations im Yukon. Das Haus ist von Ende Mai bis Anfang September geöffnet.
Geführt wird das 1996 eröffnete Haus von Mark Nelson als Heritage Officer und Koordinator, Cindy Charlie und William Fairclough arbeiten als Übersetzer.

## Sammlung
Sammlungsschwerpunkt ist die Kultur der nördlichen Tutchone, wobei Kleidung, Decken, Werkzeuge, Jagdwerkzeuge und Kanus im Mittelpunkt stehen. Dazu kommen Karibuzäune (caribou fences), ein Gerbeplatz für Elchfelle, Lager für die Fischtrocknung, schließlich ein Mammutzahn. Die Zahl der Artefakte beträgt etwa einhundert, einschließlich einer kleinen Fotosammlung. Hinzu kommen Ton- und Textaufzeichnungen der oralen Überlieferung.

## Publikationen
- Dawn Charlie, Ruth Gotthardt: Archaeology of the Tatchun and Frenchman Lakes Area, Carmacks o. J.